# Zeigt her eure Füße
Zeigt her eure Füße (auch: Zeigt her eure Füßchen) ist ein bekanntes deutschsprachiges Volkslied. Es ist tradiert, dass das Lied um 1860 entstanden ist. Es zählt zu den bekanntesten Kinderliedern im deutschsprachigen Raum und wird oft als bewegtes Singspiel in Kindergärten und Grundschulen verwendet.

## Inhalt
Verbreitet ist eine Fassung, die aus Schleswig-Holstein überliefert sein soll. Andere regionale Varianten lauten „Zeigt mir eure Füße“, „Habt acht auf eure Füße“ oder „Verstellet eure Füße“.
Die Melodie ist dem Marschlied Hinaus in die Ferne von Albert Methfessel entlehnt, der es zuerst 1814 und erneut 1818 in seinem Allgemeinen Commers- und Liederbuch veröffentlichte. Methfessel wird gelegentlich (wohl aufgrund einer Verwechslung) auch als Textautor von Zeigt her eure Füße genannt.
Der Text, dessen Verfasser als ungeklärt gilt, beschreibt die Arbeit von Waschfrauen, die im 18. und 19. Jahrhundert wenig geschätzt wurde.

## Text
1. Strophe

Zeigt her eure Füße, zeigt her eure Schuh

und sehet den fleißigen Waschfrauen zu!

Sie waschen, sie waschen,

sie wasch’n den ganzen Tag,

sie waschen, sie waschen,

sie wasch’n den ganzen Tag.

2. Strophe

Zeigt her eure Füße, zeigt her eure Schuh

und sehet den fleißigen Waschfrauen zu!

Sie wringen, sie wringen,

sie wringe’n den ganzen Tag,

sie wringen, sie wringen,

sie wringe’n den ganzen Tag.

3. Strophe

Zeigt her eure Füße, zeigt her eure Schuh

und sehet den fleißigen Waschfrauen zu!

Sie hängen, sie hängen,

sie häng’n den ganzen Tag,

Sie hängen, sie hängen,

sie häng’n den ganzen Tag.

4. Strophe

Zeigt her eure Füße, zeigt her eure Schuh

und sehet den fleißigen Waschfrauen zu!

Sie bügeln, sie bügeln,

sie büg’ln den ganzen Tag,

sie bügeln, sie bügeln,

sie büg’ln den ganzen Tag.